# Luciano Lutring
« Le Gitan (criminel) » redirige ici. Pour les autres significations, voir Le Gitan.
Luciano Lutring, dit « le Gitan », né le 30 décembre 1937 à Milan et mort le 13 mai 2013 à Verbania, est un criminel italien, braqueur de banques ayant sévi en France et en Italie dans les années 1960, devenu par la suite peintre et écrivain.

## Biographie
Luciano Lutring transportait son pistolet-mitrailleur dans un étui à violon. Grièvement blessé lors de son arrestation à Paris le 1er septembre 1965, il a été condamné par la justice française à 22 ans de prison. Georges Pompidou, le président français, le gracie, en 1973 ; Giovanni Leone, le président italien faisant de même en 1977. Luciano Lutring s'installe alors sur les rives du Lac Majeur et se consacre à la peinture et à l'écriture.
Il inspire le personnage principal du film Lutring... réveille-toi et meurs (Svegliati e uccidi) de Carlo Lizzani (1965), avec Robert Hoffmann et Gian Maria Volontè.